# Čenkov (Příbrami járás)
Čenkov település Csehországban, a Příbrami járásban. Čenkov Hostomice, Pičín, Bratkovice, Hluboš, Jince és Běštín településekkel határos. Lakosainak száma 384 fő (2024. január 1.).

## Népesség
A település lakosságának változását az alábbi diagram mutatja:
| Lakosok száma | 447  | 526  | 654  | 610  | 419  | 381  | 383  | 391  | 372  | 384  |
|               | 1869 | 1890 | 1921 | 1950 | 1980 | 2001 | 2017 | 2019 | 2022 | 2024 |